# Шендрик, Евгений Демьянович
Евгений Демьянович Шендрик (род. 8 августа 1960 года, станица Роговская, Тимашёвский район, Краснодарский край) — Герой Российской Федерации, полковник.

## Биография
Евгений Демьянович Шендрик родился 8 августа 1960 года в станице Роговской Тимашёвского района Краснодарского края.
Окончил среднюю школу № 15 станицы Роговской (Роговское сельское поселение, Тимашёвский район, Краснодарский край), а в 1983 году — факультет № 1 «Стартовых и технических комплексов ракет» Серпуховского высшего командно-инженерного училища ракетных войск имени Ленинского комсомола (ныне — Серпуховский военный институт ракетных войск), после чего служил офицером в ракетных войсках стратегического назначения.
С 1995 по 2010 год был сотрудником Управления «А» («Альфа»). На этой должности участвовал в выполнении специальных заданий на территории Северного Кавказа, в частности участвовал в аресте Салмана Радуева 12 марта 2000 года.
Указом Президента Российской Федерации от 15 марта 2000 года за мужество и героизм, проявленные при исполнении служебного долга, Евгению Демьяновичу Шендрику присвоено звание Героя Российской Федерации с вручением медали «Золотая Звезда».
До 2010 года был заместителем регионального подразделения Управления «А» ЦСН ФСБ России, после чего вышел в запас и работал директором холдинга безопасности «Нева», предоставляющего услуги охраны на территории Краснодарского края. 
В 2013 году был выбран на должность председателя Совета ветеранов Краснодарского края
Живёт и работает в Краснодаре. Ведёт активную патриотическую работу среди молодёжи, ветеранов и населения Краснодарского края.
В 2011 году принял участие в выборах в Государственную думу VI созыва по федеральному списку партии «Единая Россия».

## Награды
- Орден Мужества (1996);
- Медаль Жукова (1999);
- Юбилейная медаль «300 лет Российскому флоту» (1996);
- Юбилейная медаль «70 лет Вооружённых Сил СССР» (1988);
- Медаль «За отличие в военной службе» (ФСБ) 1-й и 2-й степени;
- Медаль «За участие в контртеррористической операции» (ФСБ);
- Медаль «За безупречную службу» 3 степени;
- Медаль «За выдающийся вклад в развитие Кубани» II степени.
- Медаль «За выдающийся вклад в развитие Кубани» I степени (9 декабря 2019) — за большой личный вклад в укрепление российской государственности, парламентаризма и плодотворную государственной деятельность по укреплению партнерства органов власти и гражданского общества в Краснодарском крае